# Dendrobium laceratum
Dendrobium laceratum är en orkidéart som beskrevs av Rudolf Schlechter. Dendrobium laceratum ingår i släktet Dendrobium, och familjen orkidéer. Inga underarter finns listade i Catalogue of Life.